# آلسليبن
آلسلبن (ساله) (بالألمانية: Alsleben) هي بلدة ألمانية و مدينة تقع في ألمانيا في Saale-Wipper.  يقدر عدد سكانها بـ 2,722 نسمة .

## المدن التوأمة
مدينة Rhauderfehn هي مدينة توأمة لـآلسلبن (ساله).